# Paramesvaravarman II
Paramesvaravarman II en vietnamien Thi Nặc Bài Ma Diệp est un roi de la VIIe Dynastie du royaume de Champā il règne de 1018 à vers 1030

## Contexte
Paramesvaravarman II est le fils et successeur de Harivarman III. En 1018 il demande son investiture à l'empereur Song en y envoyant de somptueux présents

## Source
- Georges Maspero Le Royaume De Champa. T'oung Pao, Second Series, Vol. 12, No. 2 (1911) Chapitre VI (Suite) Dynastie VIII 989-1044 p. 72-87 JSTOR, www.jstor.org/stable/4526131. Consulté le 27 décembre 2020.